# Indicatif régional 770

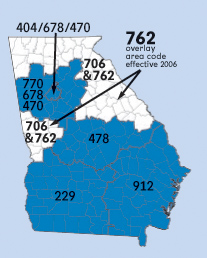
Carte de l'État de Géorgie avec les territoires de ses indicatifs régionaux. L'indicatif régional 770 est en bleu au centre de la demie supérieure de l'État.

L'indicatif régional 770  est l'indicatif téléphonique régional qui dessert les banlieues et les villes-dortoirs de la ville d'Atlanta dans l'État de Géorgie aux États-Unis.
On peut voir les territoires desservis par les indicatifs régionaux de la Géorgie sur cette carte de la North American Numbering Plan Administration.
L'indicatif régional 770 fait partie du plan de numérotation nord-américain.

## Comtés desservis par l'indicatif
- Barrow
- Bartow
- Butts
- Carroll
- Cherokee
- Clayton (desservi partiellement par l’indicatif régional 404)
- Cobb
- Coweta
- DeKalb (desservi partiellement par l’indicatif régional 404)
- Douglas
- Fayette
- Forsyth
- Fulton (desservi partiellement par l’indicatif régional 404)
- Gwinnett
- Hall
- Heard (desservi partiellement par les indicatifs régionaux 706 et 762)
- Henry
- Lamar
- Newton
- Paulding
- Pike
- Polk
- Rockdale
- Spalding